# 5-HT1F receptor
5-HT1F receptor (5-hidroksitriptaminski (serotoninski) receptor 1F, HTR1F je  receptor. On je kodiran istoimenim humanim genom.

## Ligandi

### Agonisti
- 5--Butirilokis-DMT[6]: >60-puta je selektivniji u odnosu na  receptor
- - mešoviti  agonist
- Eletriptan - mešoviti  agonist
- [7] - kao i srodni benzamidi[8]
- -3-(Dimetilamino)-2,3,4,9-tetrahidro-1H-karbazol-6-il]-4-fluorobenzamid)
- Naratriptan - mešoviti  agonist

### Antagonisti
Selektivni antagonisti  receptora nisu dostupni.

## Dodatna literatura
- Hoyer D, Hannon JP, Martin GR (2002). „Molecular, pharmacological and functional diversity of 5-HT receptors.”. Pharmacol. Biochem. Behav. 71 (4): 533—54. PMID 11888546. S2CID 25543069. doi:10.1016/S0091-3057(01)00746-8.
- Raymond, JR; Mukhin, YV; Gelasco A;  . (2002). „Multiplicity of mechanisms of serotonin receptor signal transduction.”. Pharmacol. Ther. 92 (2–3): 179—212. PMID 11916537. doi:10.1016/S0163-7258(01)00169-3.
- Amlaiky N; Ramboz S; Boschert U;  . (1992). „Isolation of a mouse "5HT1E-like" serotonin receptor expressed predominantly in hippocampus.”. J. Biol. Chem. 267 (28): 19761—4. PMID 1328180. doi:10.1016/S0021-9258(19)88617-9 .
- Adham N; Kao, HT; Schecter, LE;  . (1993). „Cloning of another human serotonin receptor (5-HT1F): a fifth 5-HT1 receptor subtype coupled to the inhibition of adenylate cyclase.”. Proc. Natl. Acad. Sci. U.S.A. 90 (2): 408—12. Bibcode:1993PNAS...90..408A. PMC 45671 . PMID 8380639. doi:10.1073/pnas.90.2.408 .
- Lovenberg, TW; Erlander, MG; Baron, BM;  . (1993). „Molecular cloning and functional expression of 5-HT1E-like rat and human 5-hydroxytryptamine receptor genes.”. Proc. Natl. Acad. Sci. U.S.A. 90 (6): 2184—8. Bibcode:1993PNAS...90.2184L. PMC 46050 . PMID 8384716. doi:10.1073/pnas.90.6.2184 .
- Maassen VanDenBrink A; Vergouwe, MN; Ophoff, RA;  . (1999). „Chromosomal localization of the 5-HT1F receptor gene: no evidence for involvement in response to sumatriptan in migraine patients.”. Am. J. Med. Genet. 77 (5): 415—20. PMID 9632173. doi:10.1002/(SICI)1096-8628(19980605)77:5<415::AID-AJMG12>3.0.CO;2-L.
- Strausberg, RL; Feingold, EA; Grouse, LH;  . (2003). „Generation and initial analysis of more than 15,000 full-length human and mouse cDNA sequences.”. Proc. Natl. Acad. Sci. U.S.A. 99 (26): 16899—903. PMC 139241 . PMID 12477932. doi:10.1073/pnas.242603899 .
- Bhatnagar A; Sheffler, DJ; Kroeze, WK;  . (2004). „Caveolin-1 interacts with 5-HT2A serotonin receptors and profoundly modulates the signaling of selected Galphaq-coupled protein receptors.”. J. Biol. Chem. 279 (33): 34614—23. PMID 15190056. doi:10.1074/jbc.M404673200 .
- Gerhard, DS; Wagner L; Feingold, EA;  . (2004). „The status, quality, and expansion of the NIH full-length cDNA project: the Mammalian Gene Collection (MGC).”. Genome Res. 14 (10B): 2121—7. PMC 528928 . PMID 15489334. doi:10.1101/gr.2596504.
- Hannula-Jouppi K; Kaminen-Ahola N; Taipale M;  . (2006). „The axon guidance receptor gene ROBO1 is a candidate gene for developmental dyslexia.”. PLOS Genet. 1 (4): e50. PMC 1270007 . PMID 16254601. doi:10.1371/journal.pgen.0010050 .

## Spoljašnje veze
- „5-HT1F”. IUPHAR Database of Receptors and Ion Channels. International Union of Basic and Clinical Pharmacology. Архивирано из оригинала 03. 03. 2016. г.